# Hidrohalita
La hidrohalita és un mineral de la classe dels halurs. Rep el seu nom de la seva composició, sent una halita hidratada.

## Característiques
La hidrohalita és un halur, un clorur de sodi hidratat de fórmula química NaCl(H₂O)₂. Cristal·litza en el sistema monoclínic en forma de cristalls allargats, de fins a 1 centímetres, fent intercreixements amb halita. Es fon sota la seva pròpia pressió de vapor a -0.1 °C, convertint-se en halita. Es troba sovint en inclusions fluides. Segons la classificació de Nickel-Strunz, la hidrohalita pertany a «03.BA - Halurs simples, amb H₂O, amb proporció M:X = 1:1 i 2:3».

## Formació i jaciments
Es forma a partir d'aigua de mar o en els sediments del fons dels llacs hipersalins a temperatures properes a la congelació. Sol trobar-se associada a altres minerals com l'halita o el guix. Va ser descoberta l'any 1847 al dipòsit de Rock salt, a Dürrnberg (Hallein, Àustria).